# Lim Sun-dong
Lim Sun-dong, född den 4 augusti 1973, är en sydkoreansk före detta basebollspelare som tog brons för Sydkorea vid olympiska sommarspelen 2000 i Sydney. Han deltog även vid olympiska sommarspelen 1996 i Atlanta, när Sydkorea kom åtta.